# Tilston
Tilston – wieś w Anglii, w hrabstwie ceremonialnym Cheshire, w dystrykcie (unitary authority) Cheshire West and Chester. Leży 19 km na południe od miasta Chester i 250 km na północny zachód od Londynu. W 2001 miejscowość liczyła 627 mieszkańców.